# Bogdan Stević
Bogdan Stević, cyr. Богдан Стевић (ur. 4 czerwca 1987 w Belgradzie) – serbski piłkarz grający na pozycji obrońcy w FC Srbija Zürich.
Karierę zaczynał w FK Čukarički Stankom. W latach 2005–2007 przebywał na wypożyczeniu w FK Sopot. W 2007 roku przeszedł do klubu FK Radnički Obrenovac. Po dwóch latach gry w tym zespole, w styczniu 2009 roku, został piłkarzem Partizana Belgrad. W Super liga Srbije zdołał zagrać tylko w jednym meczu. W sierpniu 2009 roku odszedł za darmo do klubu FK Teleoptik.